# Кан 11
«Кан-11» (כאן-11 — в переводе с иврита «Здесь 11», заменил «Первый канал») — израильский общественный телеканал, начавший вещание 15 мая 2017 года. Входит в «Таагид Ха-Шидур».
Основными конкурентами являются 10-й канал и 2-й канал.

## История
В 2014 году израильский парламент принял закон, по которому с 31 марта 2015 года Израильское управление телерадиовещания расформировывается и вместо него будет создана другая организация, ведающая общественным вещанием. (По другому взгляду на это событие, Управление будет закрыто и вновь открыто уже в реорганизованном виде.) Также планировалось, что с 31 марта будет отменён налог на телеприёмник, но впоследствии отмена была отложена. С течением времени налог был отменён. 1 октября 2016 Управление должно было быть закрыто и вместо него должен был начать работать Таагид Ха-шидур. 19 июля 2016 Биньямин Нетанияху заявил, что смена на Таагид откладывается на январь 2018 года, за что подвергся критике со стороны политиков и прессы.. Позже в результате переговоров запуск Таагида был назначен раньше 2018, а именно на 30 апреля 2017. Раньше был вариант досрочного запуска 1 января (позже менялось на 15 мая 2017).

## Финансирование
В значительной степени финансируется за счет государственного бюджета.